# Reiter (Schach)
Unter einem Reiter versteht man in der Schachmathematik eine Figur, die innerhalb eines Zuges einen Bewegungsschritt beliebig oft mit der gleichen Richtung und Entfernung wiederholen kann, wenn sie dabei zwischendurch nie auf ein besetztes Feld kommt. Ein Reiter wird entsprechend einem (a,b)-Springer durch die Feldindex-Differenz eines Schritts angegeben, wobei a und b Natürliche Zahlen sind.
Im normalen Schach gibt es zwei Reiter:
- Turm, der (1,0)-Reiter
- Läufer, der (1,1)-Reiter

Wie ein (a,b)-Springer kann auch ein (a,b)-Reiter in jede zum Vektor (a,b) symmetrische Richtung ziehen, ein Turm also in die Richtungen (1,0), (−1,0), (0,1) und (0,−1). Die einmal eingeschlagene Richtung muss dann für weitere Schritte beibehalten werden.
Als Hindernis wirkt jede Figur auf einem Feld, das bei einem Schritt direkt erreicht wird, aber keine, die mit einem Schritt übersprungen wird. Zum Beispiel kann ein (2,2)-Reiter (Alfilreiter) jede Figur überspringen, die in einer ungeraden Entfernung vom Ausgangsfeld steht, wird aber durch eine Figur in einer geraden Entfernung aufgehalten.
Im Märchenschach wurden viele weitere Reiter erdacht und benannt. Der bekannteste davon ist der auf dem Springer basierende (1,2)-Reiter, genannt Nachtreiter.